# Златист гъсеничар
Златистите гъсеничари (Calosoma sycophanta) са вид насекоми от семейство Бегачи (Carabidae).
Таксонът е описан за пръв път от Карл Линей през 1758 година.